# C'est si bon
C'est si bon è  una canzone francese, composta da Henri Betti e scritta da André Hornez. Nella versione in inglese il testo è scritto da Jerry Seelen.
La versione originale fu eseguita dalla cantante belga-tedesca Angèle Durand, che raggiunse un ottimo successo in Belgio mentre in Germania Ovest fece altrettanto la versione in tedesco.
La canzone fu popolarizzata da Eartha Kitt nel 1954, nella versione cinematografica di New Faces of 1952, e da Johnny Desmond, che registrò il brano l'11 maggio 1949, e in quell'anno raggiunse la venticinquesima posizione sulla classifica Billboard; invece la versione di Kitt raggiunse l'undicesimo posto nella rivista Cash Box. Louis Armstrong e Yves Montand la eseguirono sia in inglese che in francese.
Altre versioni registrate, secondo il libro Billboard Top Pop Singles di Jol Whitburn, sono quella di Danny Kaye, del 1950, quella di Conway Twitty, nel 1960, e Allan Sherman, che realizzò una versione parodistica del brano nel 1963 intitolato See Bones, nella quale un dottore racconta cosa vede nei raggi X.
Registrazioni :
- Beegie Adair
- Aimable
- Peter Alexander
- Marcel Amont
- Paul Anka
- Ann-Margret
- Maurice André
- Ray Anthony
- Tina Arena
- Louis Armstrong
- Jean-Pierre Aumont
- Louie Austen
- Justyna Bacz
- Michał Bajor
- Chet Baker
- Joséphine Baker
- Karyn Balm
- Eddie Barclay
- Emilie-Claire Barlow
- Dan Barrett
- Joss Baselli
- Gianni Basso
- Norma Bengell
- Benkó Dixieland Band
- Iris Berben
- Polly Bergen
- Henri Betti
- Acker Bilk
- Stanley Black
- Lucky Blondo
- Jonny Blu
- Claude Bolling
- Lillian Boutté
- Keco Brandão
- Joshua Breakstone
- Anita Briem
- Buddha Bar
- Sam Butera
- Igor Butman
- Don Byron
- Tisha Campbell-Martin
- Caravelli
- André Ceccarelli
- Roland Cedermark
- The Chantels
- Maurice Chevalier
- Petula Clark
- Nat King Cole
- Buddy Collette
- Eddie Constantine
- Ian Cooper
- Annie Cordy
- Corneille
- Eva Cortés
- Bing Crosby
- Sophie Darel
- Francis Darizcuren
- Joey Dee
- Christian Delagrange
- Suzy Delair
- Johnny Desmond
- Manu Dibango
- Arielle Dombasle
- Tommy Dorsey
- Angèle Durand
- Vadim Eilenkrig
- Javier Elorrieta
- Chiemi Eri
- Soeurs Étienne
- George Evans
- Bent Fabric
- Franck Fernandel
- Boulou Ferré
- George Feyer
- Pete Fountain
- Renée Franke
- Stan Freberg
- Laura Fygi
- Garou
- Genevieve
- Geraldo
- Roland Gerbeau
- Fernand Gignac
- Yvette Giraud
- Will Glahé
- Benny Goodman
- Anny Gould
- Graffiti6
- Gerri Granger
- Earl Grant
- Stéphane Grappelli
- Grégoire
- Alexander Hacke
- Alfred Hause
- Jacques Hélian
- Margot Hielscher
- Carl Holmberg
- In-Grid
- Ahmad Jamal
- Lucien Jeunesse
- Jaak Joala
- Jill Jones
- Tom Jones
- Georges Jouvin
- Bert Kaempfert
- Madleen Kane
- Mickey Katz
- Grethe Kausland
- Ryo Kawasaki
- Danny Kaye
- Bevlyn Khoo
- Eartha Kitt
- Peter Kleine Schaars
- Earl Klugh
- Hildegard Knef
- Jana Kocianová
- Peter Kraus
- Paul Kuhn
- Bireli Lagrene
- Abbe Lane
- Dorota Lanton
- Maurice Larcange
- Amanda Lear
- Evelyne Leclercq
- Rita Lee
- Michel Legrand
- Jo Lemaire
- Charles Level
- Abbey Lincoln
- Didier Lockwood
- Gina Lollobrigida
- Halie Loren
- The Lucky Duckies
- Awa Ly
- Gisele MacKenzie
- Shirley MacLaine
- Elizabeth MacRae
- Charles Magnante
- Jeane Manson
- Guy Marchand
- René Marie
- Maria Markesini
- Dean Martin
- Jacques Martin
- Nicole Martin
- Skip Martin
- Mireille Mathieu
- Mimie Mathy
- Jean-Baptiste Maunier
- Paul Mauriat
- Tina May
- Marta Mirska
- Eddy Mitchell
- Anna Mjöll
- Yves Montand
- Jane Morgan
- François Moutin
- Micheller Myrtill
- Ivo Niehe
- Bodil Niska
- Maire Ojonen
- Ben l'Oncle Soul
- Lisa Ono
- Frankie Ortega
- Mélanie Pain
- Nicki Parrott
- Jean-Claude Pascal
- Patachou
- Marisa Pavan
- Rita Pavone
- Freda Payne
- Edith Peters
- Miguel Poveda
- Pérez Prado
- Lloyd Price
- Albert Raisner
- Marc Reift
- Line Renaud
- Cliff Richard
- Gérard Rinaldi
- Gale Robbins
- Jimmy Rosenberg
- Annie Ross
- Tino Rossi
- Jean Sablon
- Tony Sandler
- Freddy Schauwecker
- Manfred Schneider
- Janne Schra
- Hazel Scott
- Rhoda Scott
- Patrick Sébastien
- Janet Seidel
- Charlie Shavers
- Allan Sherman
- Victor Silvester
- Bebu Silvetti
- Sinclair
- Bob Sinclar
- Smaïn
- Sonora Matancera
- Jiří Štědroň
- Joscho Stephan
- April Stevens
- Hugo Strasser
- Barbra Streisand
- Les Sunlights
- Take 6
- Jacky Terrasson
- Henry Theel
- André Toussaint
- Conway Twitty
- Atakan Ünüvar
- Oscar Valdambrini
- Caterina Valente
- Caroll Vanwelden
- Billy Vaughn
- André Verchuren
- Maria Vincent
- Bobby Vinton
- Vlaams Radio Koor
- Dionne Warwick
- Horst Wende
- Nikki Yanofsky
- Ralph Young